# Робърт Мълър
Ро̀бърт Суо̀н Мъ̀лър (на английски: Robert Swan Mueller, [ˈɹɑb.əɹt swɑn ˈmʌlər]) е американски юрист.

## Биография
Робърт Мълър е роден на 7 август 1944 година в Ню Йорк в семейството на висш служител в „Дюпон“. През 1966 година получава бакалавърска степен от Принстънския университет, а през следващата година защитава магистратура по международни отношения в Нюйоркския университет. През 1968 – 1970 година служи в морската пехота по време на Виетнамската война, като се уволнява със звание капитан. През 1973 година завършва право във Вирджинския университет.
С няколко кратки прекъсвания, през които работи като адвокат, през следващите десетилетия Мълър прави кариера като прокурор, достигайки за кратко през 2001 година до поста заместник главен прокурор на Съединените щати. През 2001 година оглавява Федералното бюро за разследване, а по искане на президента Барак Обама мандатът му е удължен извънредно до 2013 година.
През следващите години Робърт Мълър отново е адвокат, преподава в Станфордския университет и изпълнява арбитражни функции в мащабни спорове, като скандала с емисиите на „Фолксваген“. През 2017 – 2019 година оглавява специална комисия, разследваща обвиненията за намеса на Русия в президентските избори от 2016 година.